# كريستوفر جادج
كريستوفر جادج (بالإنجليزية: Christopher Judge)‏ هو ممثل أمريكي، ولد في 13 أكتوبر 1964 في لوس أنجلوس في الولايات المتحدة.

## أعمال

### أفلام
- (2008)  ذي آرك أوف تروث
- (2008)  كونتينوم[4]
- (2012) نهوض فارس الظلام[5][6][7][8]

### مسلسلات
- ستارغيت إس جي 1

## وصلات خارجية
- كريستوفر جادج على موقع IMDb (الإنجليزية)
- كريستوفر جادج على موقع روتن توميتوز (الإنجليزية)
- كريستوفر جادج على موقع ألو سيني (الفرنسية)
- كريستوفر جادج على موقع أول موفي (الإنجليزية)
- كريستوفر جادج على موقع قاعدة بيانات الأفلام السويدية (السويدية)
- كريستوفر جادج على موقع إن إن دي بي (الإنجليزية)
- كريستوفر جادج على موقع قاعدة بيانات الفيلم (الإنجليزية)
- كريستوفر جادج على موقع كينوبويسك (الروسية)